# ブルガス (競走馬)
ブルガス（Burgas）は、トルコの競走馬。主な勝ち鞍はガジ賞、アンカラ賞、トルコ大統領賞、ハリチ賞（3回）、トルコジョッキークラブ賞、アヴラシア賞、ファーティフ・スルタン・メフメト賞（2回）（すべてトルコ国内G1）。
日本からアメリカに種牡馬として輸出されたハットトリックの孫に当たる。
馬名の由来は、ブルガリアの地名（ブルガス）。生産者のフェダイ・カフラマンと馬主のサネム・カフラマンの夫妻はトルコに移民したブルガリア・トルコ人出身であり、出身地にあるブルガスという名前の激流で知られる川のような競走馬になることを期待して名付けた。本馬が2022年のドバイシーマクラシックに出走した際に日本中央競馬会（JRA）の海外競馬発売では馬名が英語の発音に近い「バーガス」とカタカナ表記されたが、本稿では馬名の由来であり、トルコ語の発音にもより近い「ブルガス」のカタカナ表記を用いる。

## 戦績

### 2歳（2020年）
2020年10月17日、アンカラ75年競馬場の条件競走マニラ賞（芝1200m）でデビュー。2戦目の未勝利戦（芝1400m）で勝ち上がり、3戦1勝（2着2回）の成績を残した。

### 3歳（2021年）
3月にアダナのイェシロバ競馬場で春シーズンを開始し、A3（オープン競走）テンデュレク賞（芝1800m）に優勝。4月からイスタンブールのヴェリエフェンディ競馬場に転戦し、3連勝で三冠競走の初戦G1エルケック・タイ・デネメ（トルコ2000ギニー。芝1600m）に2番人気で臨んだが、先頭から2馬身差の4着に敗れた。
翌6月、ガジ賞（トルコダービー）前哨戦のG2メフメト・アーキフ・エルソイ賞（アンカラ・芝2200m）1着を経て、6月26日のG1ガジ賞（イスタンブール・芝2400m）に2番人気で出走。道中では中団前寄りの最内を進んだブルガスは、直線の入り口で外に持ち出されると末脚を伸ばして最後の200メートルで先頭に立ち、後方から追い込んだ1番人気リアルランナー（Real Runner）を1馬身半差で押さえて1着でゴールした。
オーナーブリーダーのカフラマン牧場は2018年のガジ賞に優勝したヘップベラーベル（Hep Beraber）以来4年ぶり2回目の優勝。騎乗したアフメット・チェリク騎手はガジ賞7年連続優勝の大記録を樹立した。
9月25日、三冠競走最後のG1アンカラ賞（トルコセントレジャー。アンカラ・芝2800m）に出走し、6頭立ての道中2番手から直線で先頭に立つと、リアルランナーの追い込みを再び頭差で押さえて勝利、2冠を達成した。
10月30日、秋シーズン最後の世代混合G1トルコ大統領賞（アンカラ・芝2400m）に出走し、このレースを2連勝中の5歳馬ロングランナー（Long Runner）を破って世代交代を果たした。
2021年シーズンは9戦7勝の成績を残し、三冠を逃したものの2400mから2800mの中長距離でトルコ国内G1競走に3勝して同年のトルコ年度代表馬、最優秀3歳牡馬、最優秀ステイヤーに選出された。

### 4歳（2022年）
2022年のドバイワールドカップカーニバルに選出され、1月15日にアラブ首長国連邦のドバイ・メイダン競馬場に遠征。2月25日の国際G3ドバイミレニアムステークス（芝2000m）に出走し、先頭から4馬身差の4着に入った。
3月5日の国際G2ドバイシティーオブゴールド（芝2410m）は回避し、3月26日の国際G1ドバイシーマクラシック（芝2410m）に出走。大外発走から中団の外につけ、第3コーナーから押して先頭に取りつこうとする理想的な展開でレースを進めたが、ポジショニングに力を使い切ったブルガスは直線でラストスパートに入った外国馬についていくことができず失速。低評価（JRAの海外競馬発売では15頭立ての15番人気）を覆せず、1着でゴールした日本のシャフリヤールから9馬身半離された14着に終わった。
トルコへの帰国初戦、6月26日にガジ賞と同日に行われるG1ハリチ賞（イスタンブール・芝1600m）に優勝。夏から秋にかけて走り続け、9月25日の世代混合G1トルコジョッキークラブ賞（イスタンブール・芝2400m）にも勝ったが、前年に勝利したG1トルコ大統領は3歳の2冠馬ファイナルダンス（Final Dance）に半馬身差で敗れ2着だった。
2022年シーズンは8戦3勝（2着3回）とドバイ遠征の2戦を除いて安定した成績を残し、同年の最優秀4歳以上牡馬に選出された。

### 5歳（2023年）
春シーズンを4月から開始し、5連勝で7月の中距離G1アヴラシア賞（イスタンブール・芝2000m）、8月のマイルG1ファーティフ・スルタン・メフメト賞（イスタンブール・芝1600m）に快勝した。
次走9月3日の国際G2ボスポラスカップ（イスタンブール・芝2400m）に1.05倍の圧倒的一番人気で出走するが、レース中に疾病を発症して伸びを欠き、最後の200mで騎手が追うのを止めて出走5頭（6頭立て・1頭発走除外）中最下位の5着。その後G1トルコジョッキークラブ賞、トルコ大統領に出走するが2着、3着と敗れた。

### 6歳（2024年）
前年に続いて春シーズンを4月から開始し、4連勝で2年ぶりに出走したG1ハリチ賞（イスタンブール・芝1600m）を制したが、次走連覇のかかったG1アヴラシア賞（イスタンブール・芝2000m）で3歳馬に敗れた。以後はG2、G3でも1勝もできなかった。

### 7歳（2025年)
種牡馬入りのため牧場に戻されていたが、関係者の協議により現役に復帰。始動は遅い6月末のG1ハリチ賞（イスタンブール・芝1600m）となり、8頭立て5番人気の低評価を覆して1年ぶりに勝利を挙げた。

## 競走成績
以下の内容は、トルコジョッキークラブ の競走結果データベースの情報に基づく。競走の格が太字のものは国際グループ競走、それ以外はトルコ国内の格付け（トルコ国内格付けのグループ競走は国際的にはグループ競走ではないブラックタイプ）。
| 競走日     | 競馬場           | 競走名                             | 格     | 距離（馬場）   | 頭数 | 馬番 | オッズ（人気） | 着順 | タイム   | 着差   | 騎手         | 斤量 [kg] | 1着馬（2着馬）     |
| ---------- | ---------------- | ---------------------------------- | ------ | -------------- | ---- | ---- | -------------- | ---- | -------- | ------ | ------------ | --------- | ------------------ |
| 2020.10.17 | 0アンカラ0       | マニラ賞                           | 条件1  | 0芝1200m（良） | 12   | 2    | 005.65（3人）  | 02着 | R1:12.53 | 0-0.47 | 0G. Kocakaya | 57        | CAN REİS           |
| 0000.11.05 | 0アンカラ0       |                                    | 未勝利 | 0芝1400m（稍） | 13   | 1    | 002.80（1人）  | 01着 | R1:26.36 | 0-0.38 | 0A. Çelik    | 57        | （THE PLUCKY）     |
| 0000.11.15 | 0アンカラ0       |                                    | 条件4  | 0芝1400m（良） | 6    | 1    | 003.25（2人）  | 02着 | R1:17.77 | 0-0.02 | 0M.G. Arslan | 55        | BIG SUR            |
| 2021.03.02 | 0アダナ0         |                                    | 条件5  | 0芝1800m（良） | 10   | 3    | 003.50（2人）  | 01着 | R1:49.58 | 0-0.08 | 0A. Çelik    | 55        | （MANDALORIAN）    |
| 0000.03.20 | 0アダナ0         | テンデュレク賞                     | A3     | 0芝1800m（良） | 12   | 2    | 003.05（2人）  | 01着 | R1:50.50 | 0-0.46 | 0A. Çelik    | 58        | （SKYLINE）        |
| 0000.04.18 | 0イスタンブール0 | サドゥク・エリイェシル賞           | KV-9   | 0芝1900m（良） | 10   | 2    | 001.45（1人）  | 01着 | R1:56.60 | 0-0.48 | 0A. Çelik    | 58        | （BERKEN）         |
| 0000.05.16 | 0イスタンブール0 | エルケック・タイ・デネメ           | G1     | 0芝1600m（良） | 19   | 4    | 004.20（2人）  | 04着 | R1:35.49 | 0-0.27 | 0A. Kurşun   | 58        | ANADOLU ASLANI     |
| 0000.06.05 | 0アンカラ0       | メフメト・アーキフ・エルソイ賞     | G2     | 0芝2200m（良） | 8    | 3    | 002.05（1人）  | 01着 | R2:17.44 | 0-0.58 | 0A. Çelik    | 58        | （ANADOLU ASLANI） |
| 0000.06.26 | 0イスタンブール0 | ガジ賞                             | G1     | 0芝2400m（良） | 22   | 3    | 003.30（2人）  | 01着 | R2:27.36 | 0-0.17 | 0A. Çelik    | 58        | （REAL RUNNER）    |
| 0000.09.05 | 0イスタンブール0 | ボスポラスカップ                   | G2     | 0芝2400m（良） | 10   | 9    | 002.20（1人）  | 04着 | R2:30.07 | 0-0.36 | 0A. Çelik    | 56.5      | ZAFER ATEŞİ        |
| 0000.09.25 | 0アンカラ0       | アンカラ賞                         | G1     | 0芝2800m（良） | 6    | 2    | 001.70（1人）  | 01着 | R3:02.28 | 0-0.02 | 0A. Çelik    | 58        | （REAL RUNNER）    |
| 0000.10.30 | 0アンカラ0       | トルコ大統領賞                     | G1     | 0芝2400m（良） | 13   | 11   | 003.45（2人）  | 01着 | R2:29.23 | 0-0.35 | 0A. Çelik    | 56        | （LONG RUNNER）    |
| 2022.02.25 | 0メイダン0       | ドバイミレニアムS                  | G3     | 0芝2000m（良） | 12   | 8    |                | 04着 |          |        | 0H. Karataş  | 58.5      | ROYAL FLEET        |
| 0000.03.26 | 0メイダン0       | ドバイシーマクラシック             | G1     | 0芝2410m（良） | 15   | 10   |                | 14着 |          |        | 0A. Çelik    | 56.5      | SHAHRYAR           |
| 0000.06.26 | 0イスタンブール0 | ハリチ賞                           | G1     | 0芝1600m（良） | 7    | 2    | 005.10（4人）  | 01着 | R1:36.12 | 0-0.09 | 0A. Çelik    | 58        | （EGREGIOUS ROCK） |
| 0000.07.24 | 0イスタンブール0 | アヴラシア賞                       | G1     | 0芝2000m（良） | 9    | 5    | 001.75（1人）  | 02着 | R2:02.73 | 0-0.01 | 0A. Çelik    | 58        | YAMANLARBEYİ       |
| 0000.08.12 | 0イスタンブール0 | ジェラル・バヤル賞                 | G2     | 0芝2400m（良） | 5    | 2    | 001.10（1人）  | 01着 | R2:29.51 | 0-0.66 | 0H. Karataş  | 58        | （ZAFER ATEŞİ）    |
| 0000.09.04 | 0イスタンブール0 | ボスポラスカップ                   | G2     | 0芝2400m（良） | 9    | 1    | 001.60（1人）  | 02着 | R2:31.11 | 0-0.39 | 0H. Karataş  | 60        | MAXIMUS BOY        |
| 0000.09.25 | 0イスタンブール0 | トルコジョッキークラブ賞           | G1     | 0芝2400m（良） | 8    | 3    | 001.50（1人）  | 01着 | R2:31.97 | 0-0.73 | 0H. Karataş  | 60        | （ZAFER ATEŞİ）    |
| 0000.10.29 | 0アンカラ0       | トルコ大統領賞                     | G1     | 0芝2400m（良） | 9    | 1    | 001.35（1人）  | 02着 | R2:30.13 | 0-0.07 | 0H. Karataş  | 60        | FINAL DANCE        |
| 2023.04.29 | 0アンカラ0       | 世界獣医師の日賞                   | A3     | 0芝1900m（良） | 6    | 2    | 001.35（1人）  | 01着 | R1:55.82 | 0-0.04 | 0V. Abiş     | 59.5      | （ZALA BEY）       |
| 0000.05.31 | 0イスタンブール0 | イスメト・イノニュ賞               | G2     | 0芝2000m（良） | 6    | 1    | 001.65（1人）  | 01着 | R2:04.05 | 0-0.08 | 0V. Abiş     | 59.5      | （GO HERO）        |
| 0000.07.08 | 0アンカラ0       | フェヴズィ・チャクマク賞           | G2     | 0芝1900m（良） | 6    | 5    | 001.05（1人）  | 01着 | R1:54.78 | 0-0.31 | 0V. Abiş     | 59.5      | （NATIVE POWER）   |
| 0000.07.23 | 0イスタンブール0 | アヴラシア賞                       | G1     | 0芝2000m（良） | 6    | 1    | 001.35（1人）  | 01着 | R2:02.63 | 0-0.22 | 0V. Abiş     | 58.5      | （GO HERO）        |
| 0000.08.13 | 0イスタンブール0 | ファーティフ・スルタン・メフメト賞 | G1     | 0芝1600m（良） | 7    | 2    | 001.20（1人）  | 01着 | R1:37.25 | 0-0.33 | 0V. Abiş     | 58        | （TRACTOR）        |
| 0000.09.03 | 0イスタンブール0 | ボスポラスカップ                   | G2     | 0芝2400m（良） | 6    | 2    | 001.05（1人）  | 05着 | R2:34.17 | 0-5.13 | 0V. Abiş     | 60        | GO HERO            |
| 0000.09.24 | 0イスタンブール0 | トルコジョッキークラブ賞           | G1     | 0芝2400m（良） | 7    | 2    | 001.45（2人）  | 02着 | R2:32.36 | 0-0.98 | 0V. Abiş     | 60        | GO HERO            |
| 0000.10.28 | 0アンカラ0       | トルコ大統領賞                     | G1     | 0芝2400m（良） | 13   | 3    | 001.50（2人）  | 03着 | R2:28.53 | 0-0.43 | 0V. Abiş     | 60        | TAYLOLO            |
| 2024.04.24 | 0イスタンブール0 | ケナン・ビナク賞                   | G3     | 0芝1900m（良） | 5    | 1    | 001.75（1人）  | 01着 | R1:54.10 | 0-0.46 | 0V. Abiş     | 59.5      | (VINCTORE)         |
| 0000.05.17 | 0イスタンブール0 | フェティフ賞                       | G3     | 0芝2400m（良） | 9    | 2    | 001.15（1人）  | 01着 | R2:29.62 | 0-0.14 | 0V. Abiş     | 59.5      | (TIT FIR TAT)      |
| 0000.06.05 | 0イスタンブール0 | イスメト・イノニュ賞               | G2     | 0芝2000m（良） | 6    | 1    | 001.45（1人）  | 01着 | R2:03.70 | 0-0.05 | 0V. Abiş     | 59.5      | (VINCTORE)         |
| 0000.06.30 | 0イスタンブール0 | ハリチ賞                           | G1     | 0芝1600m（良） | 5    | 1    | 001.40（1人）  | 01着 | R1:33.99 | 0-0.36 | 0S. Kaya     | 58        | (EGREGIOUS ROCK)   |
| 0000.07.28 | 0イスタンブール0 | アヴラシア賞                       | G1     | 0芝2000m（良） | 8    | 2    | 001.65（1人）  | 02着 | R2:01.67 | 0-0.75 | 0S. Kaya     | 60.5      | SON OF COOGER      |
| 0000.09.08 | 0イスタンブール0 | トプカプトロフィー                 | G3     | 0芝1600m（重） | 7    | 2    | 003.10（2人）  | 05着 | R1:40.36 | 0-1.49 | 0S. Kaya     | 60        | SON OF COOGER      |
| 0000.09.29 | 0イスタンブール0 | マルマラ賞                         | G2     | 0芝1600m（良） | 8    | 2    | 001.55（1人）  | 02着 | R1:35.29 | 0-0.07 | 0V. Abiş     | 60        | İSHAKHAN           |
| 0000.11.02 | 0アンカラ0       | トルコ大統領賞                     | G1     | 0芝2400m（良） | 10   | 2    | 005.75（3人）  | 08着 | R2:30.38 | 0-1.84 | 0V. Abiş     | 60        | DRAGON FLAME       |
| 2025.06.29 | 0イスタンブール0 | ハリチ賞                           | G1     | 0芝1600m（良） | 8    | 2    | 008.60（5人）  | 01着 | R1:34.84 | 0-0.01 | 0V. Abiş     | 60        | (MADRAS)           |
| 0000.08.17 | 0イスタンブール0 | ファーティフ・スルタン・メフメト賞 | G1     | 0芝1600m（良） | 11   | 3    | 004.05（2人）  | 01着 | R1:34.87 | 0-0.14 | 0H. Karataş  | 60        | (THE KING SIAYER)  |

- 競走成績は2025年8月17日現在

## 血統表
| ブルガスの血統            | ブルガスの血統                   | ブルガスの血統      | （血統表の出典） | （血統表の出典） |
| 父系                      | ヘイロー系                       | ヘイロー系          | ヘイロー系       | [ § 2 ]          |
| 父 King David 2009 黒鹿毛 | 父の父ハットトリック 2001 青鹿毛 | *サンデーサイレンス | Halo             | Halo             |
| 父 King David 2009 黒鹿毛 | 父の父ハットトリック 2001 青鹿毛 | *サンデーサイレンス | Wishing Well     |                  |
| 父 King David 2009 黒鹿毛 | 父の父ハットトリック 2001 青鹿毛 | *トリッキーコード   | Lost Code        | Lost Code        |
| 父 King David 2009 黒鹿毛 | 父の父ハットトリック 2001 青鹿毛 | *トリッキーコード   | Dam Clever       |                  |
| 父 King David 2009 黒鹿毛 | 父の母Storm West 1997 黒鹿毛     | Gone West           | Mr. Prospector   | Mr. Prospector   |
| 父 King David 2009 黒鹿毛 | 父の母Storm West 1997 黒鹿毛     | Gone West           | Secrettame       |                  |
| 父 King David 2009 黒鹿毛 | 父の母Storm West 1997 黒鹿毛     | Storm Atack         | Storm Bird       | Storm Bird       |
| 父 King David 2009 黒鹿毛 | 父の母Storm West 1997 黒鹿毛     | Storm Atack         | Hortensia        |                  |
| 母 Thisbe 2010 鹿毛       | 母の父Yavuzstar 2001 鹿毛        | Distant Relative    | Habitat          | Habitat          |
| 母 Thisbe 2010 鹿毛       | 母の父Yavuzstar 2001 鹿毛        | Distant Relative    | Royal Sister     |                  |
| 母 Thisbe 2010 鹿毛       | 母の父Yavuzstar 2001 鹿毛        | Cindy I             | My Volga Boatman | My Volga Boatman |
| 母 Thisbe 2010 鹿毛       | 母の父Yavuzstar 2001 鹿毛        | Cindy I             | Şermin           |                  |
| 母 Thisbe 2010 鹿毛       | 母の母Rafia 2004 栗毛            | Ramadan             | Rainbow Quest    | Rainbow Quest    |
| 母 Thisbe 2010 鹿毛       | 母の母Rafia 2004 栗毛            | Ramadan             | Broad Halo       |                  |
| 母 Thisbe 2010 鹿毛       | 母の母Rafia 2004 栗毛            | Sabırlı Kadın       | Catrail          | Catrail          |
| 母 Thisbe 2010 鹿毛       | 母の母Rafia 2004 栗毛            | Sabırlı Kadın       | Sense of Honour  |                  |
| 母系(F-No.)               | (FN:F1-n)                        | (FN:F1-n)           | (FN:F1-n)        | [ § 3 ]          |
| 5代内の近親交配           | Halo 4x5                         | Halo 4x5            | Halo 4x5         | [ § 4 ]          |
| 出典                      | 1. 2. 3. 4.                      | 1. 2. 3. 4.         | 1. 2. 3. 4.      | 1. 2. 3. 4.      |

- 母の父Yavuzstar / ヤヴズスターは2004年のガジ賞（ガジダービー）およびアンカラ賞（トルコセントレジャー）勝ち馬[16]。
- 叔父に2022年のトルコ国内G1カライェル賞の勝ち馬Lion Victory / ライオンヴィクトリー（父King David）がいる[17]。ブルガスと血統の4分の3が一致する当馬は2023年3月までに10戦7勝（うち重賞5勝）の好成績で2023年クラシック戦線の有力馬だったが、4月26日のオープン競走プレヴェゼ賞（イスタンブール・ポリトラック1500m）の直線先頭に立ったところで右前脚骨折を発症し転倒、予後不良と診断されて安楽死処置が取られた[18]。